# Haven van Santos

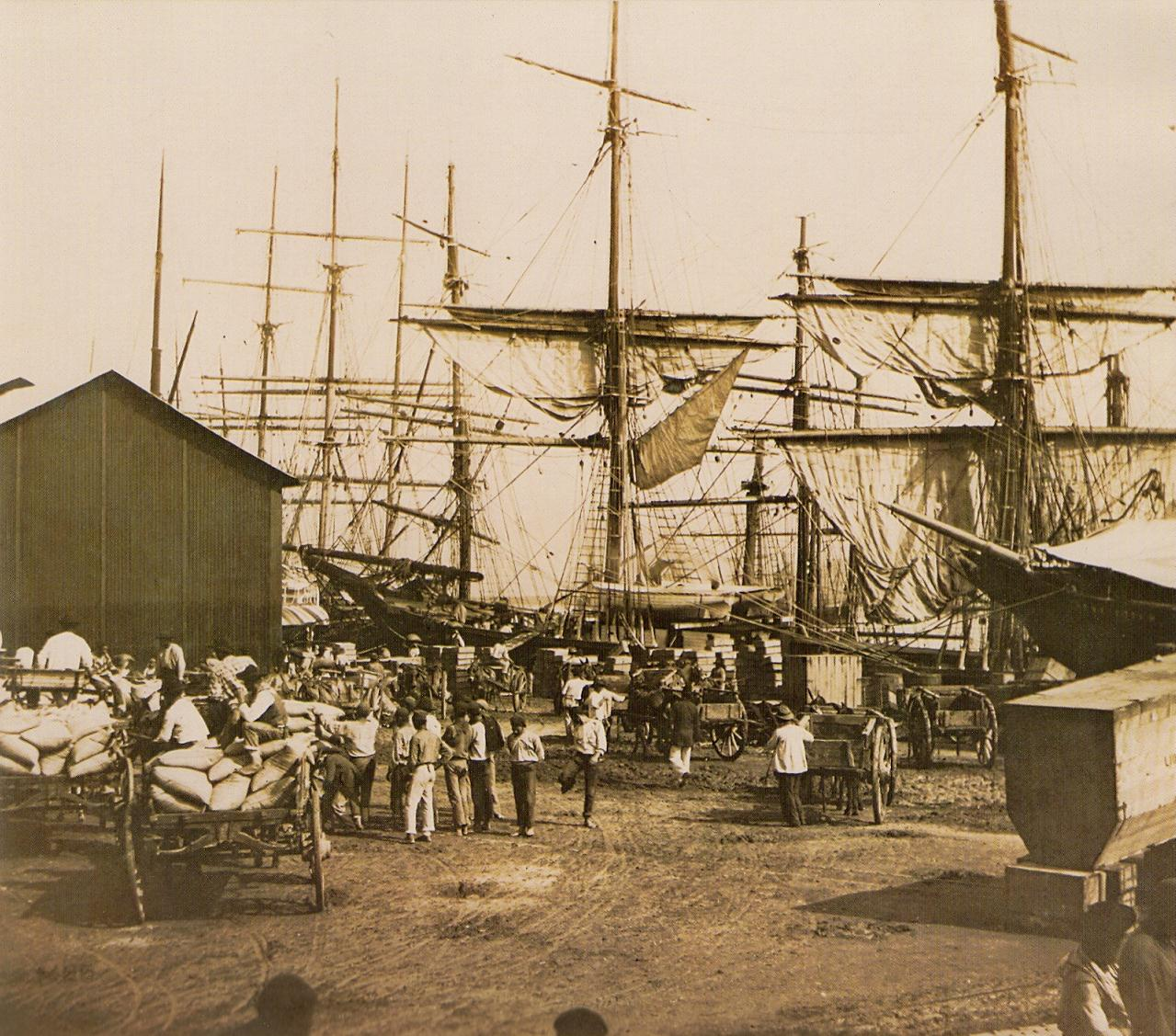
Het laden van koffie in 1890

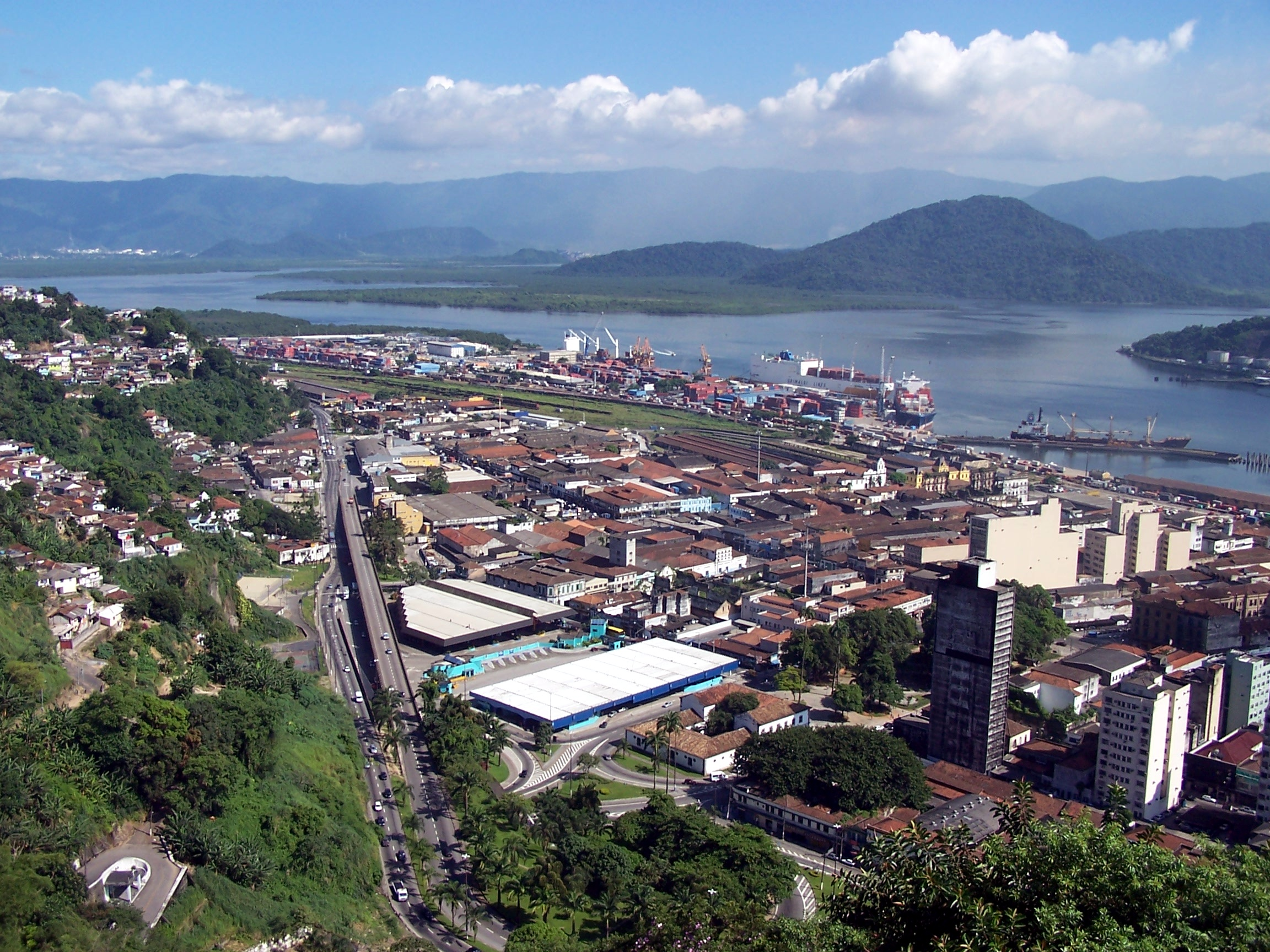
Zicht op een deel van de haventerreinen

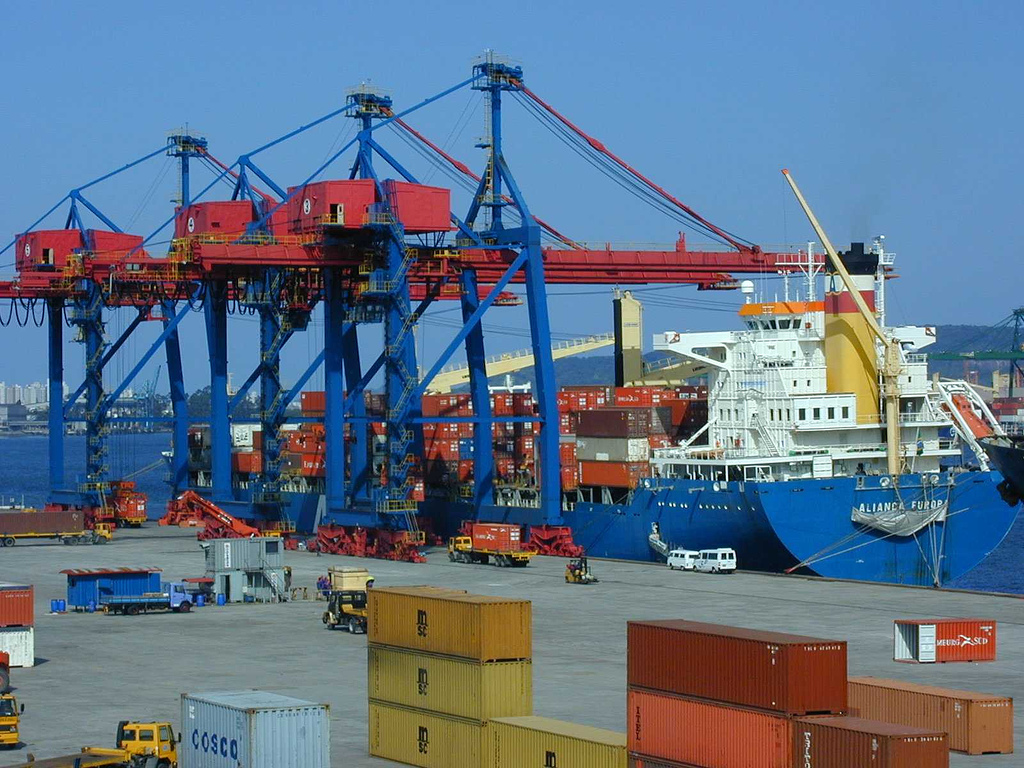
Containerterminal in de haven

De haven van Santos is de grootste zeehaven in Brazilië en sinds 2006 de grootste containerhaven van Latijns-Amerika. De haven ligt tegenover het eiland São Vicente, waarop het grootste deel van de stad Santos ligt. Een deel van het grondgebied van de haven behoort tot de stad Guarujá.

## Geschiedenis
Santos werd in 1532 gesticht door Bras Cubas. Thomas Cavendish, een Engelse kaper, plunderde de stad in 1591. Het werd een officiële stad in 1839 en de stad en haven profiteerden enorm van de export van koffie. In 1892 werd de haven een separaat bedrijf en in het eerste jaar werd zo'n 125.000 ton aan vracht verwekt.
Tot aan de Tweede Wereldoorlog was koffie het belangrijkste product dat in de haven verhandeld werd. Tegenwoordig is koffie nog maar een kleinere activiteit voor de haven. In 1994 lag de overslag op 90 miljoen ton aan goederen en was het niet alleen de grootste haven in Brazilië maar in heel Zuid-Amerika. Auto's, machines, fruitsap en sojabonen zijn de meest verhandelde producten. In 2007 was de haven de 39ste grootse containerhaven ter wereld. In 2006 werd olie gevonden voor de kust van Santos.
Santos ligt op ongeveer 70 km van São Paulo, de derde grootste stad ter wereld, en is daarom erg belangrijk voor die stad. De haven wordt bediend door twee spoorwegverbindingen en twee grote autowegen, één naar São Paulo en één naar het zuiden.
In december 2013 werd een nieuwe containerterminal met een capaciteit van 1,2 miljoen TEU officieel geopend. In 2007 werd met de ontwikkeling van de Brasil Terminal Portuário (BTP) een aanvang gemaakt. In 2010 nam APM Terminals een belang van 50% van Terminal Investment Limited (TIL) over. APM Terminals zal voor een periode van 20 jaar de terminal beheren en heeft aanzienlijke investeringen toegezegd. BTP heeft een kade van 1.100 meter lang met een waterdiepte van 15 meter. Drie containerschepen met ieder een capaciteit van 9.200 TEU kunnen tegelijkertijd worden geladen of gelost. In 2012 verwerkte de haven van Santos 3 miljoen TEU en was hiermee de drukste containerhaven in Zuid-Amerika.
In 2018 werd 133 miljoen ton vracht overgeslagen en 4,1 miljoen TEU. Er deden ruim 4800 zeeschepen de haven aan.